# Санти-Джованни-э-Паоло (Рим)
Базилика Санти-Джованни-э-Паоло (итал. La Basilica Santi Giovanni e Paolo — базилика Святых Иоанна и Павла, также Santi Giovanni e Paolo al Celio) — католическая церковь в Риме, на холме Целий. Главный храм монашеской конгрегации пассионистов.

## История
Первая церковь на этом месте была построена уже в 398 году при святом сенаторе Римском Паммахии. Паммахий был по всей видимости последним владельцем группы из трёх домов и предоставил этот участок для строительства большой базилики. До конца V века строение имело название Titulus Byzantii или Titulus Pammachii. Позднее название церкви связали с именами двух римских солдат-мучеников Иоанна и Павла, которые были казнены в 362 году на месте будущей церкви во время преследований христиан при императоре Юлиане Отступнике.

Церковь много раз перестраивалась, в том числе в барочном стиле. В результате реконструкции XII века появились портик с колоннами ионического ордера и два каменных льва у входа. Позднесредневековый облик церкви был полностью изменен в 1715—1718 годах архитекторами Antonio Canevari и Andrea Garagni по инициативе кардинала Фабрицио Паолуччи.

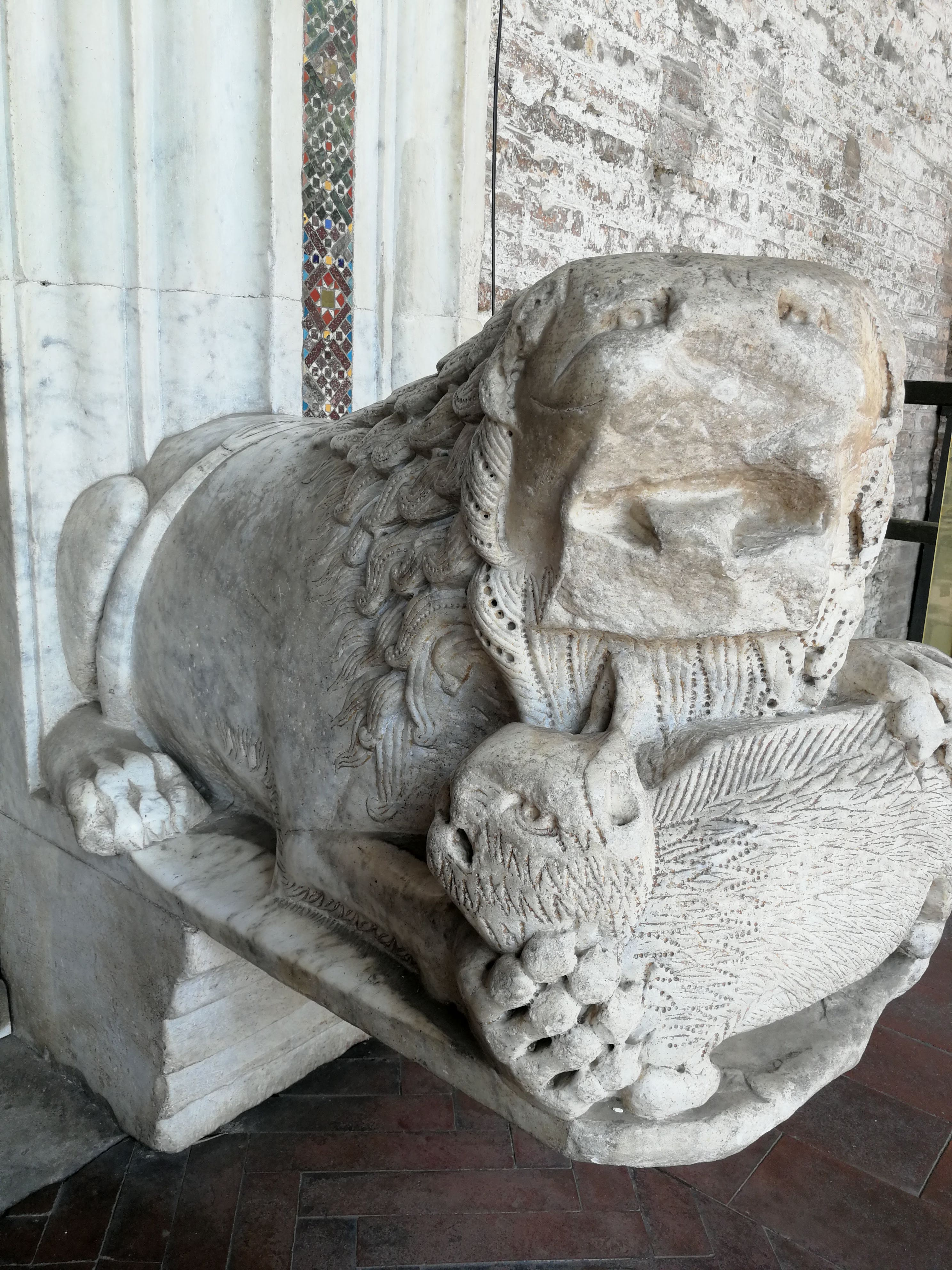
Мраморная фигура льва у входа в базилику

Основная реставрация внутреннего убранства проводилась в 1725—1734 годах: деревянный потолок, в апсиде появилась фреска работы Кристофоро Ронкалли (Помаранчо) «Спаситель во славе» (1588). С 1726 года главным алтарем служит античная порфировая ванна, в которую были помещены реликвии мучеников. От прежней постройки были сохранены шестнадцать колонн, выложен новый пол, частично в стиле косматеско. Часть средневекового покрытия однако был сохранена, она видна в восточной части нефа. Романская кампанила, построенная во времена правления папы Адриана IV украшена цветными изразцами.
В ходе археологических исследований и реставрации 1948—1951 годов был восстановлен романский фасад церкви, освобождены две колонны композитного ордера. Средневековая кладка видна и в наше время. В конце 1990-х годов проводился косметический ремонт и реставрация церкви.

## Развалины римских строений
Под базиликой располагаются развалины несколько римских жилых и коммерческих зданий I—III веков, обнаруженных в ходе раскопок в XIX веке (с 1887 года). Фасады двух римских инсул можно увидеть с южной стороны базилики. Западное строение представляло собой 3-этажный жилой дом середины III века с открытыми торговыми лавками, выходившими на улицу Clivus Scauri. К нему примыкало позднее воздвигнутое здание, которое также имело лавки.
С какого периода времени в этом комплексе зданий появилось помещение для служения христианскому культу нельзя с точностью определить. Небольшое помещение конца IV века с росписями на стенах — ораторий, которое располагалось на площадке широкой лестницы, считается наиболее ранней пристройкой, которую можно с уверенностью назвать христианской.
Среди раскопок находится нимфей. Над некогда водным источником сохранилась крупномасштабная роспись (5 × 3 м) II—III веков. Она была открыта в 1909 году под гипсовым слоем IV века, нанесенным в раннехристианский период и изображавшим цветочные мотивы. Изображение представляет идиллический морской пейзаж с языческими божествами, на заднем плане изображен маяк и портовые сооружения Остии. Фреска является одним из наиболее сохранившихся образцов императорских и поздних античных настенных фресок в Риме. Надпись RVFINE VIVAS с хризмой, также найденная в этой комнате, предполагает, что эта часть дома была позже использована христианами. Рядом расположена комната с окроплением нагих гениев и путти. В другой комнате (tablinum) над окрашенными панелями изображена женская оранта и два человека со свитками, которые ранее считались христианскими мотивами, но сегодня также приписываются римскому искусству.
Лестница ведет в небольшую комнату под названием «Конфессио» с отверстием на стене в задней стенке (fenestella confessionis), через которое была видна могила мучеников или где можно было хранить реликвии. На стенах изображены мученики Криспус, Криспин и Бенедикта перед судьей; на правой стене выше находится мученичество двух мужчин, стоящих на коленях на земле, и женщина, чьи руки завязаны за ее спиной, и глаза которых ослеплены и ждут её обезглавливания; ниже представлены две женщины, вероятно, скорбящие. Это старейшее изображение мученичества в с раннем христианском искусстве.

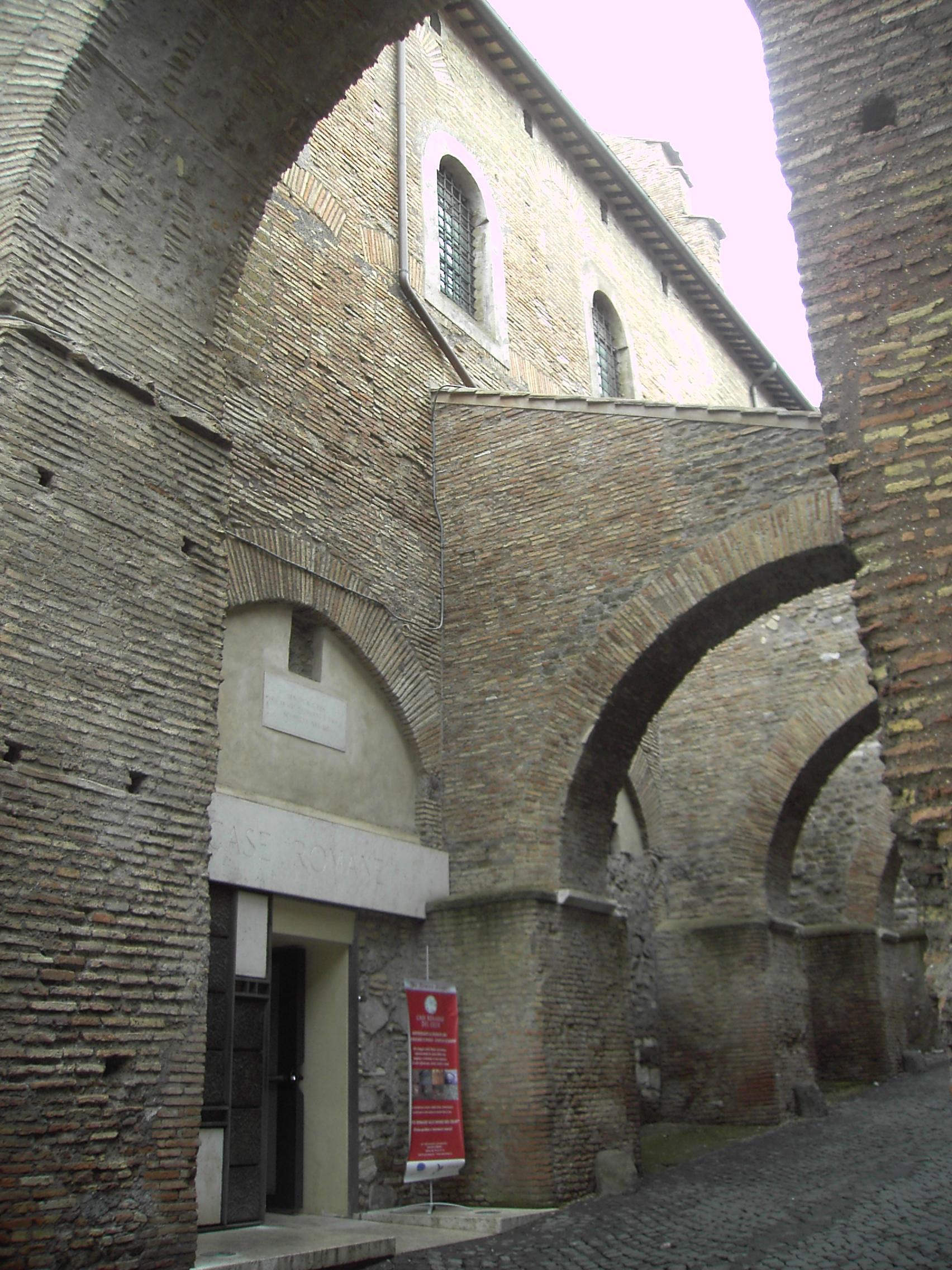
Вход к раскопкам римских зданий со стороны улицы Clivus Scauri

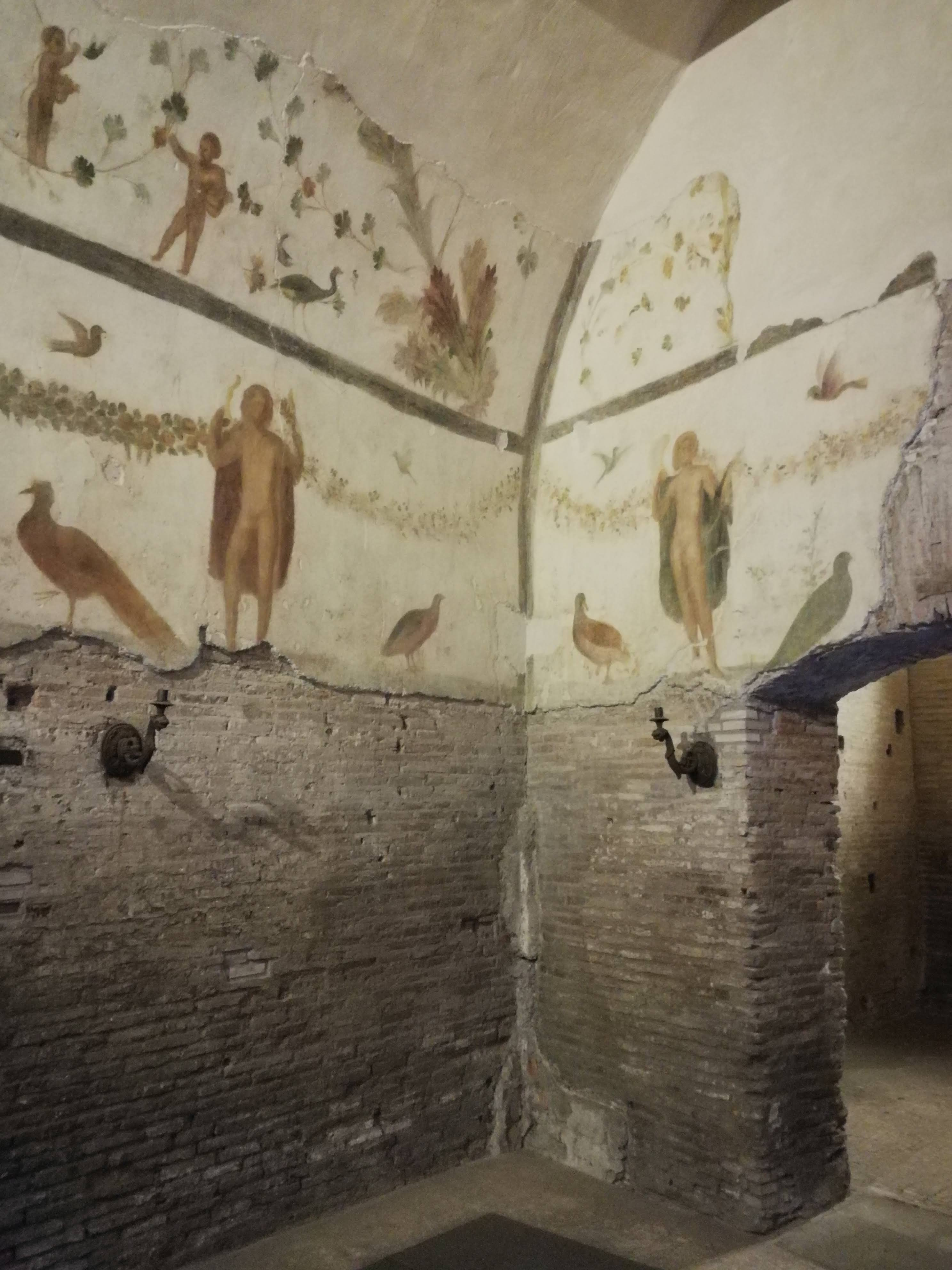
"Комната Гениев"
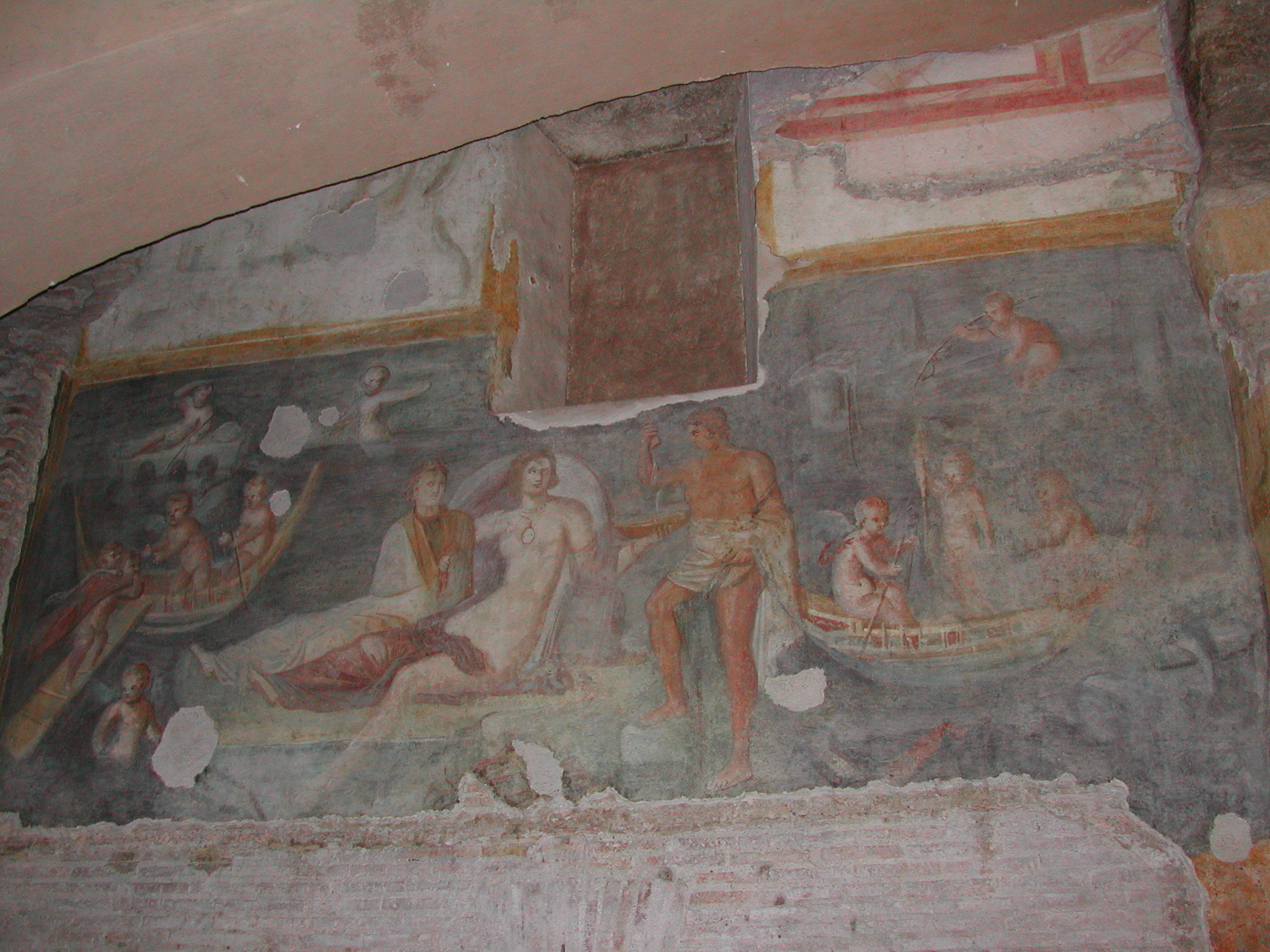
Помещение с нимфеем
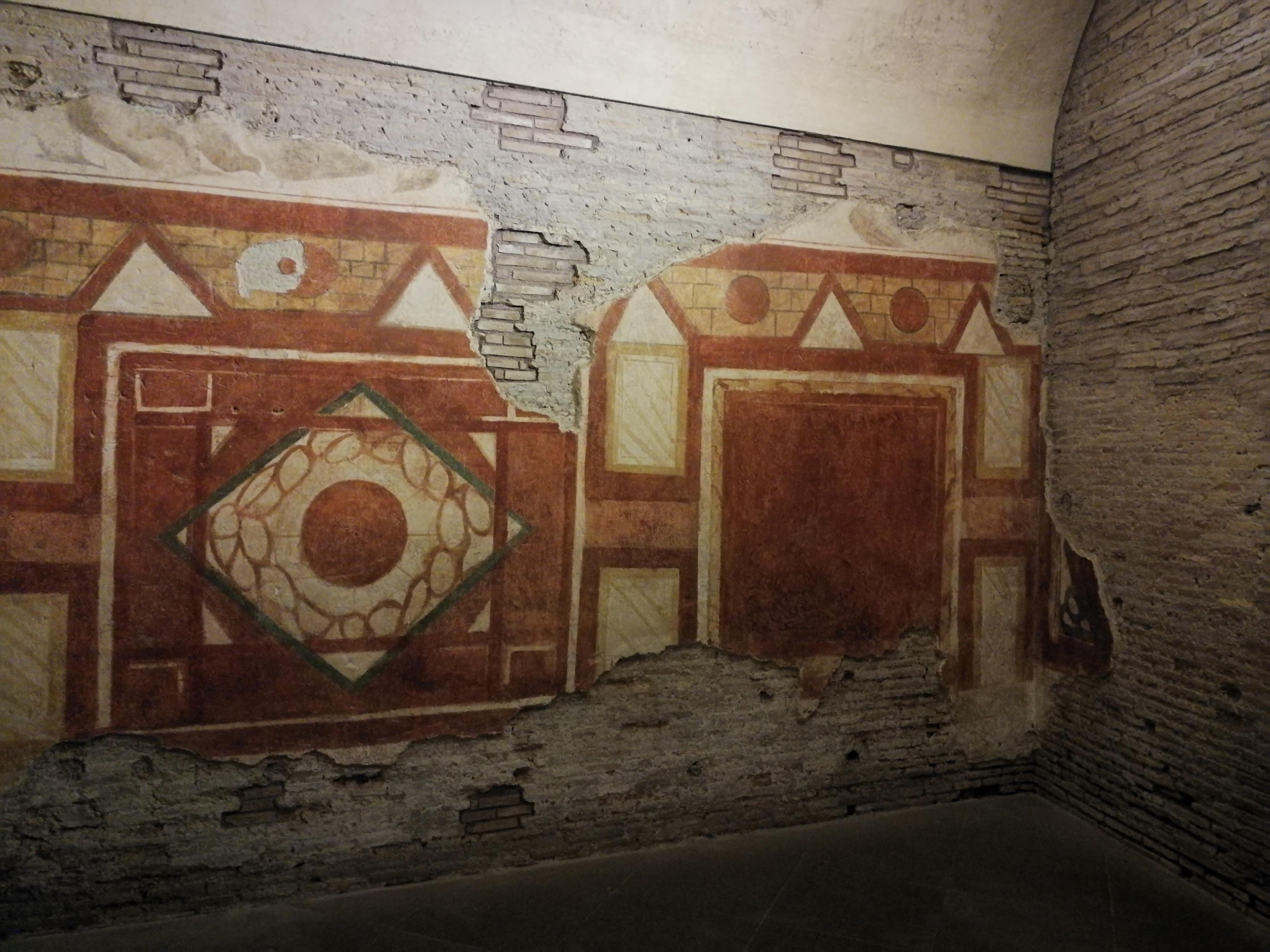
Комната с "ложным" мраморным фризом
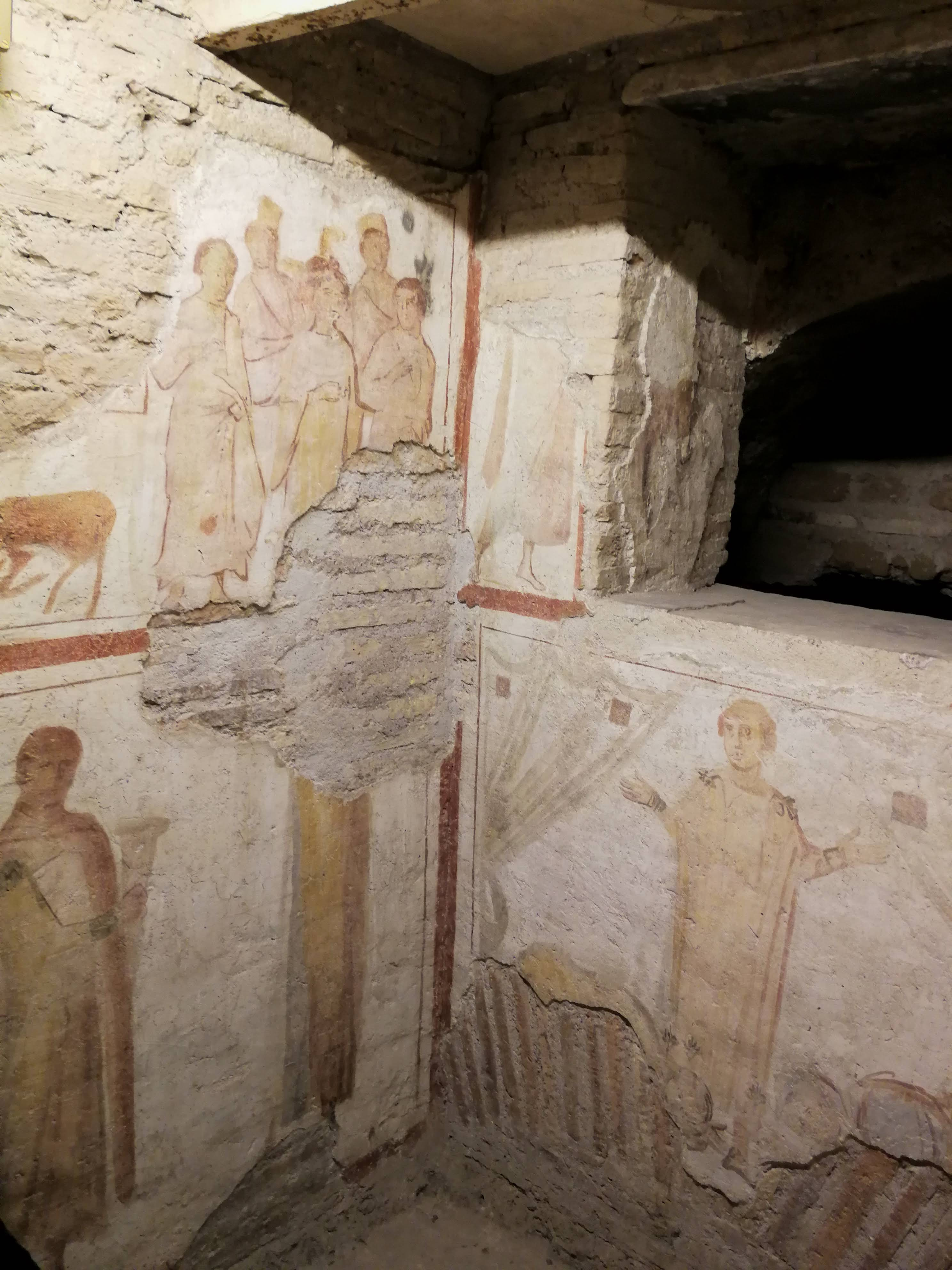
"Confessio"
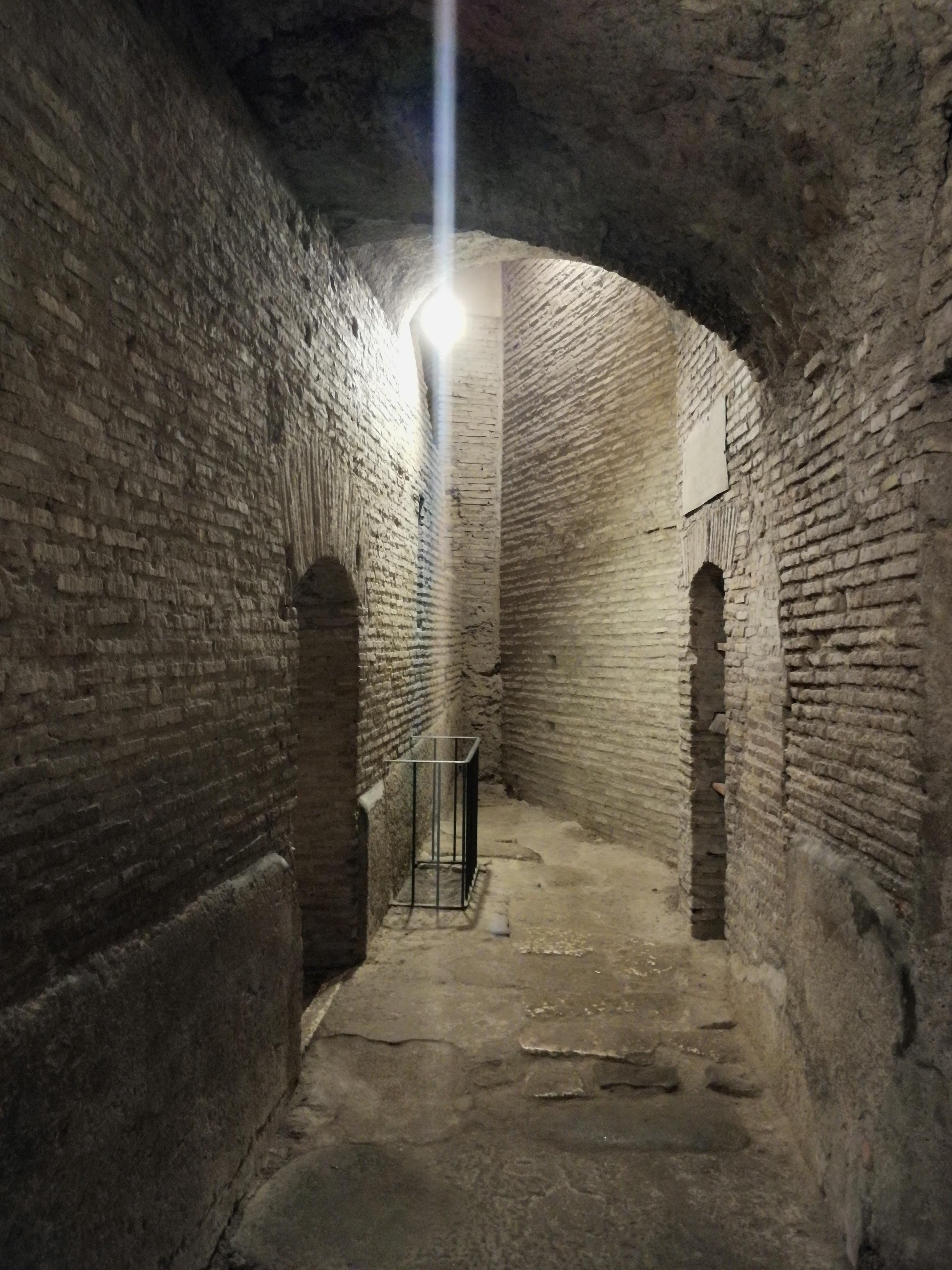
Викус

## Современность
Церковь Святых Иоанна и Павла — главная церковь ордена пассионистов, переданная им после утверждения Устава ордена в 1769 году. В церкви похоронен основатель ордена — святой Павел Креста.

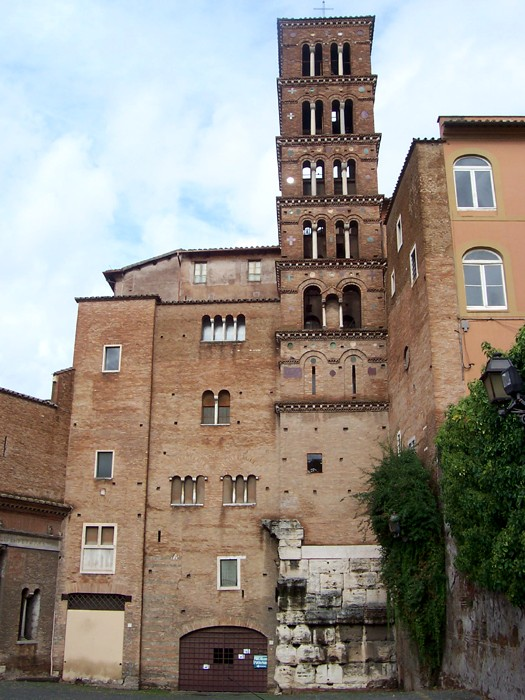
Кампанила базилики. В основании видны части храма Клавдия.

Раскопки римских домов были открыты для посещения 16 января 2002 года. В одном из помещений устроен небольшой музей с археологическими находками из римских домов и базилики, а также коллекция исламской керамики, которая использовалась ранее для украшения средневековой кампанилы. Вход с улицы Clivo di Scauro с 10:00 до 13:00 и с 15:00 до 18:00, ежедневно кроме вторника и четверга.

## Титулярная церковь
Церковь Святых Иоанна и Павла является титулярной церковью; кардиналом-священником с титулом Санти-Джованни-э-Паоло с 19 ноября 2016 года является бельгийский кардинал Жозеф Де Кесель.